# Pokrovkyrkan vid Nerl
Pokrovkyrkan vid Nerl (ryska: Церковь Покрова на Нерли/Tserkov Pokrova na Nerli) är en rysk-ortodox kyrkobyggnad belägen där floderna Nerl och Kljazma flyter samman, i samhället Bogoljubovo i Vladimir oblast, 13 kilometer nordost om staden Vladimir i västra Ryssland. 
Kyrkan är helgad åt Guds Moders Beskydd och tillhör Vladimirs stift.

## Historia
Pokrovkyrkan vid Nerl byggdes på uppdrag av Andrej Bogoljubskij, antingen år 1165 eller år 1158. 
År 1992 togs kyrkan upp på Unescos världsarvslista som en del av Vita monument i Vladimir och Suzdal. 

## Kyrkobyggnaden
Kyrkan är berömd för sina harmoniska proportioner. Byggnaden är av vit sandsten och har en kupol, som vilar på fyra invändiga pelare.
Kyrkan är byggd i gammalrysk arkitektonisk stil och är en symbol för det medeltida Ryssland.

## Bilder

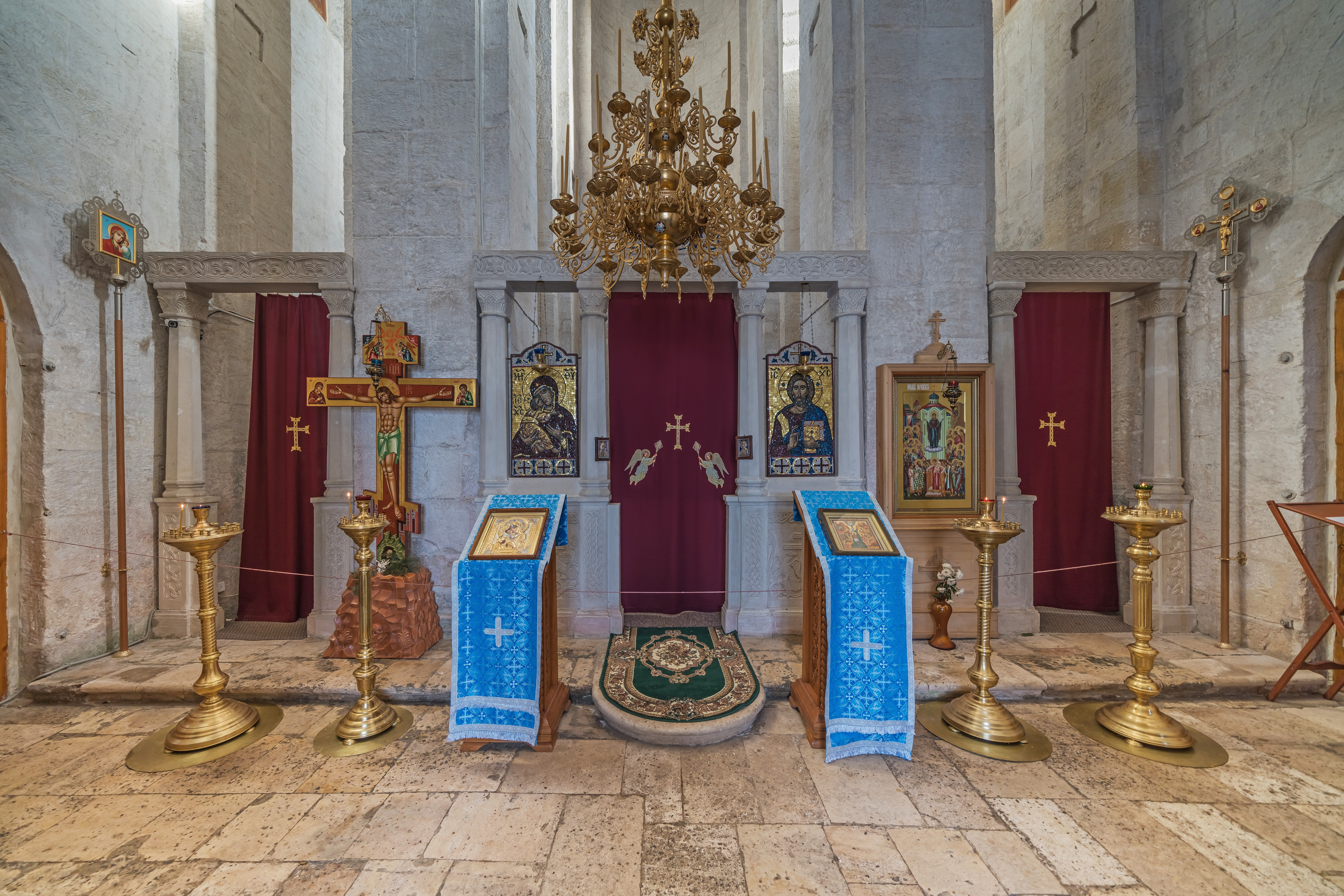
Kyrkans interiör mot ikonostasen.
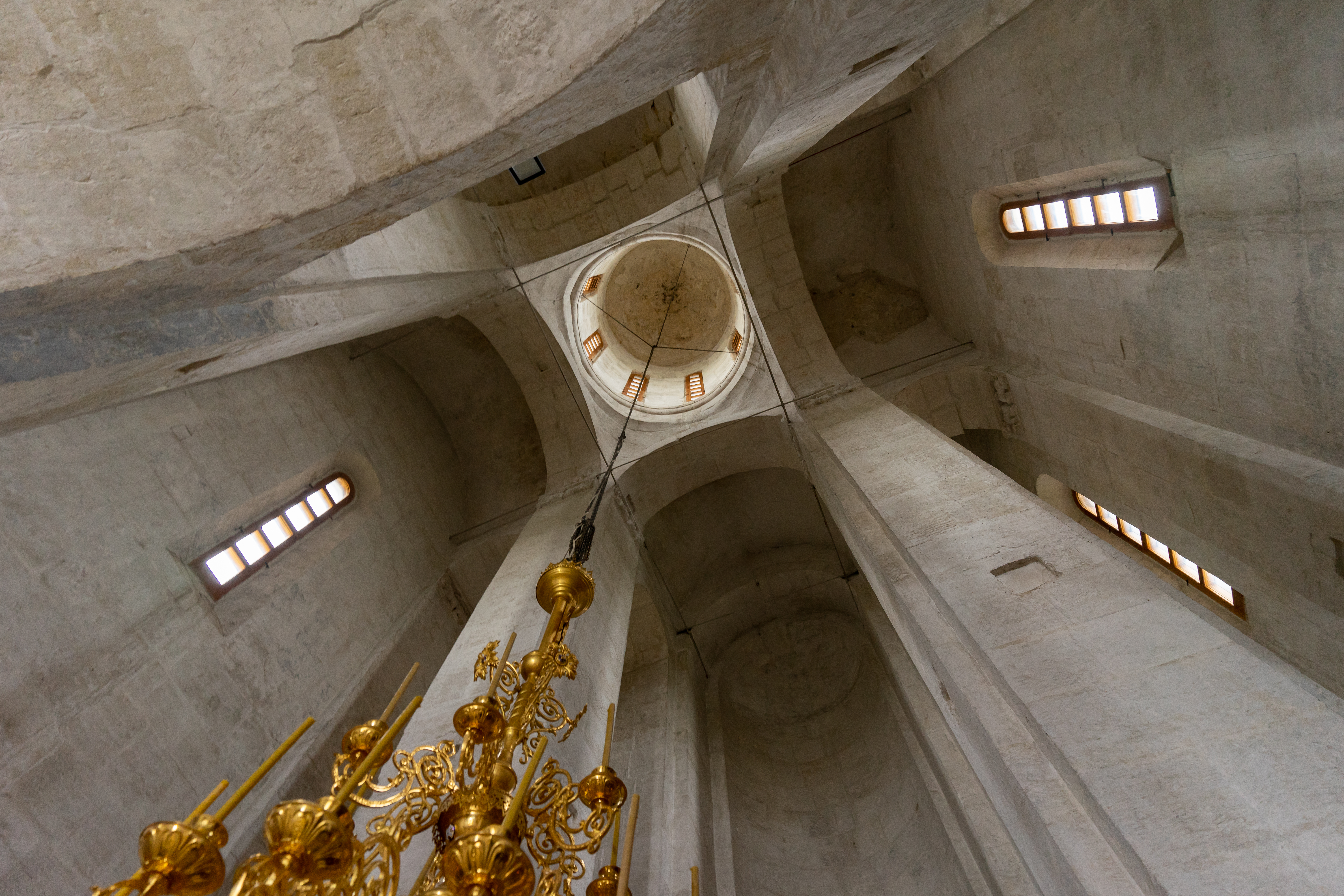
Taket
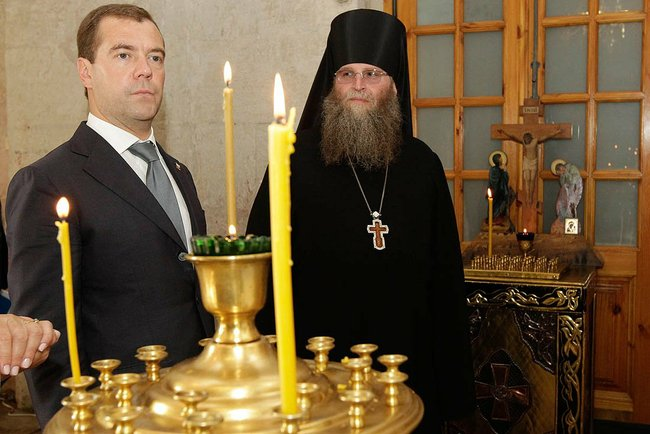
Rysslands dåvarande president Dmitrij Medvedev (vänster) besöker kyrkan.